# Horreur à volonté
Pour plus de détails, voir Fiche technique et Distribution.
Horreur à volonté (The Dunwich Horror) est un film américain réalisé par Daniel Haller, sorti en 1970.

## Synopsis
Le sorcier Whateley (Sam Jaffe) aide sa fille Lavinia à accoucher de l'enfant qu'elle a conçu avec Yog-Sothoth. En 1970, l'enfant, Wilbur Whateley (Dean Stockwell) a grandi. Il séduit l'assistante du bibliothécaire (le docteur Armitage interprété par Ed Begley) de l'université Miskatonic, Nancy Wagner (Sandra Dee). Elle lui permet de consulter le Necronomicon, puis part avec lui à Dunwich. Dans le manoir familial, il la drogue au LSD. Elle rêve d'une orgie mystique.
On apprend que deux enfants sont nés de l'union de Lavinia et Yog-Sothoth et que Wilbur est le plus humain des deux. Il désire reproduire l'expérience de son grand-père sorcier en offrant Nancy à son père Grand Ancien. Il emmène Nancy à un cercle de mégalithes et invoque Yog-Sothoth. Elizabeth (Donna Baccala), une amie de Nancy, pénètre dans le manoir à sa recherche. Elle découvre le frère jumeau démoniaque de Wilbur, une masse tentaculaire. Le monstre attaque et déshabille Elizabeth, le reste se déroule hors champ. Le vieux Whateley est alors pris de remords et veut empêcher son petit-fils de réaliser le rituel qu'il avait pourtant fait avec sa propre fille (maintenant internée en hôpital psychiatrique). Il échoue et meurt. La cérémonie est cependant impossible sans le grimoire. Wilbur retourne à Arkham. Il pénètre dans la bibliothèque et vole le Necronomicon. De retour aux pierres levées, il reprend le rituel. Son frère s'échappe du manoir et sème la terreur sur le chemin qui le conduit au cercle de pierres. Il veut lui aussi participer à la cérémonie. Armitage intervient. Il utilise le Necronomicon pour vaincre le monstre et renvoyer Yog-Sothoth d'où il vient. Wilbur est brûlé vif. Cependant, Nancy est enceinte.

## Fiche technique
- Titre français : Horreur à volonté
- Titre original : The Dunwich Horror
- Réalisation : Daniel Haller
- Scénario : Curtis Hanson, Henry Rosenbaum et Ronald Silkosky, d'après la nouvelle L'Abomination de Dunwich, de H. P. Lovecraft
- Musique : Les Baxter
- Photographie : Richard C. Glouner
- Montage : Christopher Holmes
- Production : Samuel Z. Arkoff et James H. Nicholson (en)
- Société de production et de distribution : American International Pictures
- Pays :  États-Unis
- Langue : Anglais
- Format : Couleur - Mono - 35 mm - 1.85:1
- Genre : Fantastique et horreur
- Durée : 90 min
- Date de sortie : 14 janvier 1970 (États-Unis)

## Distribution
- Sandra Dee : Nancy Wagner
- Dean Stockwell : Wilbur Whateley
- Ed Begley : Dr. Henry Armitage
- Lloyd Bochner : Dr. Cory
- Sam Jaffe : le vieux Whateley
- Joanne Moore Jordan : Lavinia Whateley
- Donna Baccala : Elizabeth Hamilton
- Talia Shire : l'infirmière Cora
- Michael Fox : Dr. Raskin
- Jason Wingreen : le shérif Harrison
- Barboura Morris (en) : Mme Cole
- Beach Dickerson : M. Cole
- Michael Haynes : le gardien
- Toby Russ : le bibliothécaire
- Jack Pierce : Reeger

## Autour du film
- Le tournage s'est déroulé à Mendocino, en Californie.
- Keir Dullea et David Carradine avaient un temps été évoqués pour le rôle principal.
- Il s'agit du premier scénario de Curtis Hanson, qui remportera plus tard l'Oscar du meilleur scénario adapté avec L.A. Confidential (1997).
- En compétition lors du Festival international du film fantastique d'Avoriaz 1973.